# Рачков Іван Ілліч
Рачко́в Іва́н Іллі́ч (8 березня 1921 — 4 грудня 2000) — радянський військовий льотчик. Герой Радянського Союзу (1945).

## Біографія
Народився 8 березня 1921 року в селі Іванівка, нині Очаківського району Миколаївської області в селянській родині. Росіянин. Член КПРС з 1946 року.
Навчався у Іванівській семирічній школі, згодом — у середній школі міста Очакова. Здобув неповну середню освіту.
У листопаді 1939 року призваний до Військово-морського флоту СРСР. Службу проходив у складі 1-ї особливої бригади морської піхоти Балтійського флоту. Учасник радянсько-фінської війни.

### Німецько-радянська війна
Учасник німецько-радянської війни з червня 1941 року. Брав участь у обороні Таллінна та в боях поблизу Красного Села Ленінградської області.
У 1943 році закінчив Миколаївське військово-морське авіаційне училище імені С. О. Леваневського й був направлений штурманом 1-ї ескадрильї у 2-й авіаційний полк перегонки літаків, який займався доставкою американських літаків A-20G «Бостон», що поставлялися по ленд-лізу, з Красноярська на Північний і Балтійський флот. З січня по червень 1944 року перегнав 15 літаків, з яких 8 — на відстань понад 1500 км та 7 — на відстань понад 3500 км. За відмінну роботу двічі заохочувався грошовими преміями по 1000 карбованців.
У липні 1944 року молодший лейтенант І. І. Рачков направлений у 51-й мінно-торпедний авіаційний полк 8-ї мінно-торпедної авіаційної дивізії ВПС Балтійського флоту. Призначений штурманом ланки 3-ї ескадрильї до екіпажу Героя Радянського Союзу М. В. Борисова.
Всього за роки війни здійснив 25 бойових вильотів, брав участь у затопленні тральщика і семи транспортів супротивника загальною водотоннажністю 65 000 тонн.

### Повоєнні роки
Після війни продовжував службу в авіації військово-морського флоту.
У січні 1946 року призначений флагманським штурманом ескадрильї Миколаївського військово-морського авіаційного училища імені С. О. Леваневського.
У 1948 році направлений на навчання до Вищої офіцерської школи штурманів, по закінченні якої проходив військову службу в бойових частинах ВПС ВМФ.
У 1956 році підполковник І. І. Рачков закінчив штурманський факультет Військово-повітряної академії й був направлений для подальшої служби у частини армійської авіації.
З 1974 року полковник І. І. Рачков — у запасі. Жив у місті Ялта, очолював міський штаб цивільної оборони.
Помер 4 грудня 2000 року. Похований на Новому цвинтарі в Ялті.

## Нагороди і почесні звання
Указом Президії Верховної Ради СРСР від 6 березня 1945 року за зразкове виконання завдань командування і проявлені при цьому мужність і героїзм, молодшому лейтенантові Рачкову Івану Іллічу присвоєне звання Героя Радянського Союзу з врученням ордена Леніна і медалі «Золота Зірка» (№ 5084).
Також нагороджений чотирма орденами Червоного Прапора (13.10.1944, 24.10.1944, 10.02.1945, 19.04.1945), орденами Вітчизняної війни 1-го ступеня (06.04.1985), Червоної Зірки, «За службу Батьківщині в Збройних Силах СРСР» 3-го ступеня, медалями.

## Пам'ять
Іванівська ЗОШ I–III ступенів носить ім'я І. І. Рачкова. У рекреації школи розміщена експозиція, присвячена йому.